# Coptops mindanaonis
Coptops mindanaonis är en skalbaggsart som beskrevs av Stefan von Breuning 1980. Coptops mindanaonis ingår i släktet Coptops och familjen långhorningar.
Artens utbredningsområde är Filippinerna. Inga underarter finns listade i Catalogue of Life.